# Iréne Theorin
Iréne Theorin, all'anagrafe Lena Sofie Theorin (Gislaved, 18 giugno 1963) è un soprano svedese.

## Biografia
Nata a Gislaved, Iréne Theorin ha studiato all'Università di Göteborg, dove il suo talento fu notato rapidamente, tanto da firmare un contratto con la Göteborgsoperan alla fine del primo anno del corso di laurea. Continuò a formarsi all'Opera Acedemy di Copenaghen, per poi perfezionarsi all'Accademia reale danese di musica. Il suo debutto professionale avvenne nella capitale danese, quando interpretò Donna Anna nel Don Giovanni. Affermato soprano drammatico e apprezzata interprete di ruoli come Turandot nell'opera di Puccini ed Elisabetta nel Don Carlo, la Theorin è ricordata soprattutto come interprete wagneriana.
Dopo aver cantato Brünnhilde per la prima volta al Teatro Reale Danese nel 2004, il soprano tornò a cantare la parte a Tokyo nel 2005 e a Pechino nello stesso anno, cantando così il ruolo della valchiria nella prima cinese dell'intera tetralogia. Nel 2008 ampliò il suo repertorio wagneriano con il ruolo di Isotta nel Tristan und Isolde, mentre nel 2009 cantò alla Washington National Opera e alla Metropolitan Opera House. Nel corso della carriera ha cantato in molti dei maggiori teatri d'opera al mondo, tra cui la Deutsche Oper Berlin, la Wiener Staatsoper, il Teatro alla Scala, il Teatro Mariinskij, l'Opera di Stato della Baviera, il Gran Teatre del Liceu, il Festival di Salisburgo, l'Opera reale svedese e la Royal Opera House.